# Ую (метеостанция)
Метеостанция М-III Ую (Уя) — метеостанция на левом берегу реки Ципа в Бурятии. В составе ГУ «Бурятский республиканский центр по гидрометеорологии и мониторингу окружающей среды». Основана в 1960 году.

## Описание

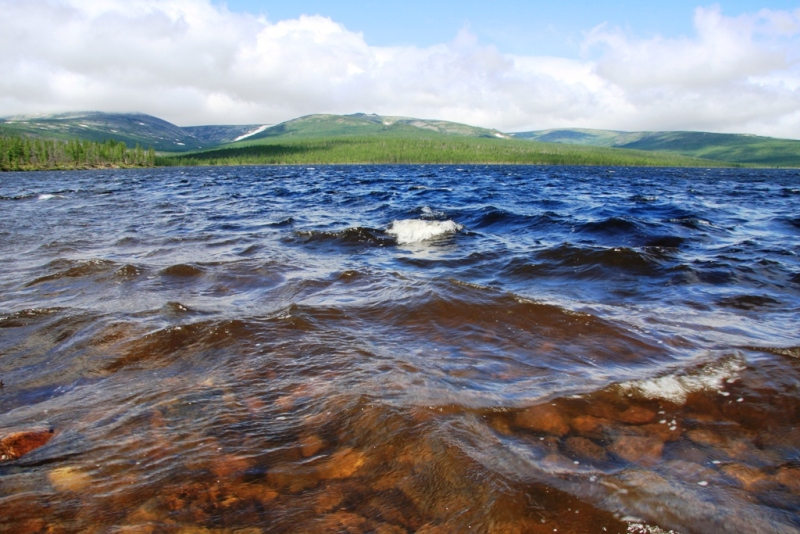
Река Ципа

Метеостанция расположена в Бурятии в самом конце Баунтовской котловины на левом берегу реки Ципа в посёлке Уя сельского поселения «Уакитское» Баунтовского эвенкийского района. Основана в 1960 году. Ныне в составе ГУ «Бурятский республиканский центр по гидрометеорологии и мониторингу окружающей среды».
Вероятно метеостанция названа по озёрам Ую, расположенным на противоположном берегу Ципы.
В районе метеостанции находится локальный бурятский полюс холода. В 1969 году на метеостанции Ую зафиксирован абсолютный минимум температуры воздуха в Республике Бурятия минус −56,0°С..
На территории станции два жилых дома, кухня и баня. Имеется радиосвязь с Багдарином и Уакитом. Летом добраться на станцию можно по реке на лодке, а зимой — по зимнику, связывающему Баунт с посёлками Уакит и Ирокинда. Расстояние от Уакита до Ую составляет 100 км, и столько же от Ую до Ирокинды. Водомерный пост — в 2 км вниз по течению реки. Информация о погоде передаётся на кустовую ОГМС Багдарин каждые шесть часов. На станции постоянно проживает трое метеорологов.
Синоптический индекс: 30456. Высота метеоплощадки над уровнем моря: 1062 м. С 1 апреля 2017 года на станции был установлен и запущен автоматизированный метеорологический комплекс (АМК), который ведёт непрерывный сбор и обработку метеоданных в автоматизированном режиме.